# Lydia Simoneschi
Lydia Simoneschi (Roma, 4 aprile 1908 – Roma, 5 settembre 1981) è stata una doppiatrice e attrice italiana.
Si stima che, in quarant'anni di carriera come doppiatrice, abbia prestato la propria voce in oltre cinquemila film.

## Biografia
Figlia d'arte (suo padre, Carlo Simoneschi, era stato un famoso attore e regista del cinema muto italiano) ancora molto giovane decise di fare l'attrice, debuttando nella compagnia teatrale di Camillo Pilotto e recitando in vari spettacoli in giro per l'Italia e l'Europa; nel 1932 debuttò sia come doppiatrice che come attrice cinematografica, ma il suo aspetto fisico poco appariscente non la favorì in quest'ultimo settore: al cinema ebbe pertanto una carriera modesta, recitando soltanto in sei pellicole tra il 1932 e il 1959 e sempre confinata a piccoli ruoli di contorno, ma le sue qualità vocali suadenti e sofisticate le aprirono la strada per diventare una doppiatrice di successo.
Si sposò giovanissima con un ufficiale altoatesino della Regia Marina, Franz Lehmann, da cui ebbe il figlio Giorgio: rimase però vedova nel 1942: subito dopo la perdita del marito abbandonò le scene teatrali, dedicandosi esclusivamente al lavoro, molto più remunerativo, di doppiatrice. Negli ultimi anni di attività lavorò anche come direttrice del doppiaggio. Nel 1949 nacque, dall’unione col cognato Luigi Lehmann, il secondo figlio, Gianni.

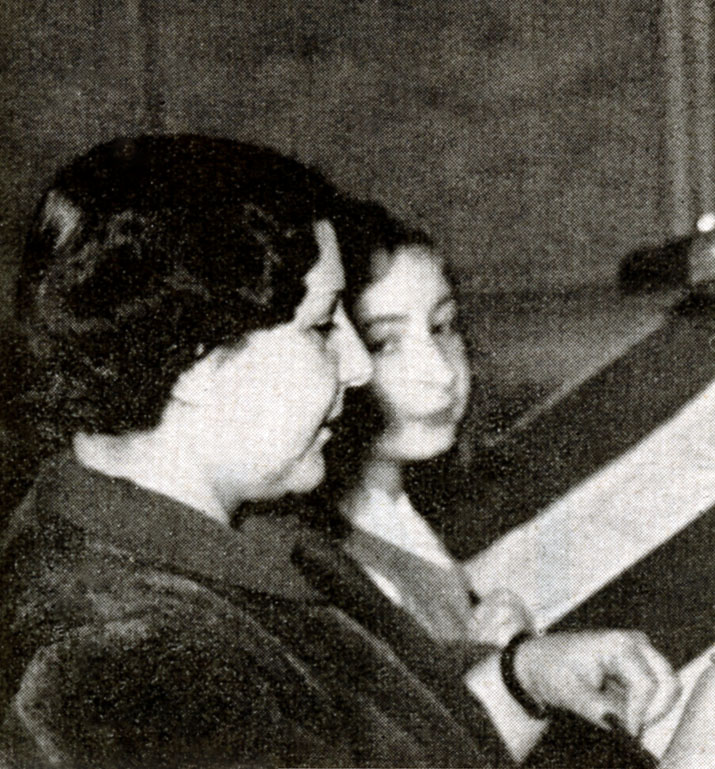
Lydia Simoneschi durante una sessione di doppiaggio nel 1951, assieme ad una giovanissima Maria Pia Di Meo

Fra l'inizio degli anni quaranta fino alla prima metà degli anni sessanta, la carriera della Simoneschi conobbe un periodo talmente felice da valerle la nomea di «regina» del doppiaggio italiano: prestò la sua voce a quasi tutte le più grandi dive hollywoodiane, da Ingrid Bergman a Barbara Stanwyck, da Bette Davis a Marlene Dietrich, da Maureen O'Hara a Joan Crawford, da Vivien Leigh (celebri i doppiaggi per i film Via col vento e Un tram che si chiama Desiderio) a Susan Hayward e, in varie occasioni, anche ad alcune fra le più famose attrici italiane, come Sophia Loren, Gina Lollobrigida, Alida Valli e Silvana Mangano. Una delle principali capacità riconosciute alla Simoneschi era quella di sapersi adattare molto bene ai diversi stili recitativi delle numerose attrici a cui prestava la voce.
La sua grande versatilità come doppiatrice si evidenzia, ad esempio, nel film di Pietro Germi Un maledetto imbroglio (1959), in cui doppia sia una giovane Eleonora Rossi Drago, co-protagonista del film, sia l'anziana Nanda De Santis. Lydia Simoneschi doppiò anche diversi personaggi del cinema d'animazione (specialmente nelle produzioni della Disney), interpretando il più delle volte personaggi buoni, come ad esempio le fate, ma fu anche Maga Magò ne La spada nella roccia (1962).
Dalla seconda metà degli anni sessanta diradò la sua attività di doppiatrice e se prima aveva regolarmente doppiato famose attrici, il più delle volte molto più giovani di lei e in parti da protagonista o comunque di rilievo, da quel momento in poi fu quasi sempre ingaggiata per il doppiaggio d'attrici di mezza età o più anziane di lei, spesso semi-sconosciute e in parti secondarie, se non addirittura estremamente marginali: ad esempio, diede la voce a Muriel Landers nella parte della signora Blossom, che pronuncia un'unica breve frase all'interno del film Il favoloso dottor Dolittle del 1967.
Tale declassamento a doppiatrice di personaggi anziani o secondari appare evidente nel film I racconti dello zio Tom: se nel 1950 Lydia aveva dato la voce alla protagonista Ruth Warrick, nel ridoppiaggio del 1973 fu invece la voce della nonna interpretata da Lucile Watson. Le due eccezioni più evidenti sono senza dubbio il russo Principessa per una notte (1968) e l'italiano La bella Antonia, prima monica e poi dimonia (1972) in cui Lydia Simoneschi presta la voce rispettivamente a Vera Titova e Luciana Turina, più giovani di lei di 40 e 38 anni.
A partire dal 1964 svolse anche funzioni di direttrice del doppiaggio. Affiancò il nuovo compito a quello ormai consolidato di doppiatrice fino al suo pensionamento, avvenuto nel 1976. Nella primavera del 1980 l'allora Presidente della Repubblica Sandro Pertini la nominò Cavaliere della Repubblica per i suoi meriti artistici. Lydia Simoneschi morì a Roma, il 5 settembre 1981, all'età di 73 anni. È sepolta nel cimitero di Prima Porta di Roma.

## Doppiaggio

### Film
- Barbara Stanwyck in La fiamma del peccato, Il romanzo di Thelma Jordon, Non voglio perderti, La via dei giganti, Quaranta pistole, La sete del potere, Uomini violenti, Il mio amante è un bandito, I marciapiedi di New York[3], Lady Eva, Colpo di fulmine[3], Il carnevale della vita, Anime sporche, Quel fenomeno di mio figlio, Le furie, Tu m'appartieni, Lo strano amore di Marta Ivers, La confessione della signora Doyle, Rivista di stelle, Il terzo delitto, Quella che avrei dovuto sposare, Il cantante del luna park, Desiderio di donna, Passi nella notte, Tu m'appartieni, Il sergente e la signora, La seconda signora Carroll, La roulette, Indianapolis, La marea della morte, Ballata selvaggia, La regina del Far West, L'avventuriero di Burma, Quegli anni selvaggi, Delitto senza scampo, Schiava degli apaches, La via dei giganti[3]

- Susan Hayward in Non voglio morire, Piangerò domani, Tempeste sul Congo, Su di un'isola con te, Sì, signor generale, Il sentiero degli amanti, Il prigioniero della miniera, I gladiatori, La dominatrice del destino, David e Betsabea, Ossessione di donna, I conquistatori dei sette mari, Carovana verso il Sud, L'avventuriero di Burma, L'avventuriero di Hong Kong, Ada Dallas, Le nevi del Chilimangiaro, Questo mio folle cuore[3], La conquistatrice, Una donna distrusse, Schiava e signora, Quando eravamo giovani, L'uomo dell'est, Lampi nel sole, Carosello matrimoniale, La quercia dei giganti

- Ingrid Bergman in Intermezzo[4], Angoscia[3], Indiscreto, Notorious - L'amante perduta, La locanda della sesta felicità, Io ti salverò, Una Rolls-Royce gialla, La famiglia Stoddard, Il dottor Jekyll e Mr. Hyde, Le campane di Santa Maria, Arco di Trionfo, Eliana e gli uomini, Anastasia, Le piace Brahms?, La vendetta della signora, Follia[5], Per chi suona la campana[3], Europa '51, Il peccato di Lady Considine, La paura, Viaggio in Italia, La voce umana, Hedda Gabler

- Maureen O'Hara in Rio Bravo, Sinbad il marinaio[3], Un uomo tranquillo, I figli dei moschettieri, Il passo del carnefice, Notre Dame, La superba creola, Nel mar dei Caraibi, Il miracolo della 34ª strada[3], La lunga linea grigia, Lady Godiva, Contro tutte le bandiere, Il cigno nero[3], Bagdad, Buffalo Bill, La ribelle del West, Il nostro agente all'Avana, Questa terra è mia, Verso le coste di Tripoli, Lisbon, Pelle di bronzo, Jeff, lo sceicco ribelle

- Bette Davis in Sposa contro assegno, La signora Skeffington, Pranzo di nozze, Perdutamente tua[3], Eva contro Eva, La diva, L'anima e il volto, Angeli con la pistola, Il favorito della grande regina, Al centro dell'uragano, Quando l'amore se n'è andato, Il grande capitano, Piano... piano, dolce Carlotta, Peccato, Ho baciato una stella, L'uomo proibito, Vorrei sposare, Telefonata a tre mogli, La fossa dei peccati, La vendetta[6]

- Gene Tierney in I misteri di Shanghai, La via del tabacco, La madre dello sposo, Sinuhe l'egiziano, Il filo del rasoio, Il cielo può attendere, Gli avventurieri di Plymouth, Quel meraviglioso desiderio, L'amante sconosciuto, Il segreto di una donna, Ragazze che sognano, Sui marciapiedi, Il segreto del lago, Divertiamoci stanotte, Una campana per Adano, La ribelle del Sud, Arrivò l'alba

- Joan Fontaine in Rebecca - La prima moglie, Contrabbando a Tangeri, Serenata, Quattro donne aspettano, Perdonami se ho peccato, Per te ho ucciso, La mia donna è un angelo, Ivanhoe, L'isola nel sole, Devi essere felice, Gli amori di Susanna, L'alibi era perfetto, Accadde in settembre, La sfinge del male, La seduttrice, L'avventura viene dal mare
- Jennifer Jones in Stanotte sorgerà il sole, Addio alle armi, L'amore è una cosa meravigliosa, Bernadette, Buongiorno, Miss Dove, Da quando te ne andasti, Duello al sole, Fra le tue braccia, Il grande amore di Elisabetta Barrett, Madame Bovary, Ruby, fiore selvaggio, Gli amanti del sogno, Gli occhi che non sorrisero, Stazione Termini, L'uomo dal vestito grigio, Il ritratto di Jennie
- Shelley Winters in Le giubbe rosse del Saskatchewan, Strategia di una rapina, Un posto al sole, Il mio uomo, Winchester '73, Il diario di Anna Frank, Ho amato un fuorilegge, Incontro al Central Park, Alfie, Cocaina, Lolita, Il grande coltello, Il mio uomo, Il giardino della violenza, Chi giace nella culla della zia Ruth?, Tra moglie e marito

- Yvonne De Carlo in I pirati della Croce del Sud, Forza bruta, L'angelo del ring, L'aquila del deserto, Sombrero, La bella preda, La spada e la croce, Le rocce d'argento, Scheherazade, Tomahawk - Scure di guerra, La fine di un tiranno, Fuoco magico, La signora del fiume, La corsara, L'angelo scarlatto

- Gianna Maria Canale in Il cavaliere misterioso, Il conte Ugolino, La vendetta di Aquila Nera, Teodora, I vampiri[7], Il coraggio, Il corsaro della mezza luna, La rivolta dei gladiatori, Maciste contro il vampiro, La regina delle Amazzoni, La Venere dei pirati, Il conquistatore di Corinto, I cavalieri del diavolo
- Alida Valli in Il caso Paradine, Il miracolo delle campane, Ormai ti amo, Il terzo uomo, La torre bianca, Il ritorno di Arsenio Lupin, Gli amanti di Toledo, I miracoli non si ripetono, Il mondo le condanna, Il peccato degli anni verdi, La mano dello straniero, Occhi senza volto, Furto su misura

- Linda Darnell in Le mura di Gerico, Uomo bianco, tu vivrai!, Avvenne domani, Moglie di giorno, Lettera a tre mogli, Infedelmente tua, La grande missione, Furia dei tropici, Donne proibite, Duello sulla Sierra Madre, Se mia moglie lo sapesse, Ambra
- Sophia Loren in Orchidea nera, Timbuctù, Orgoglio e passione, Un marito per Cinzia, Il diavolo in calzoncini rosa, Desiderio sotto gli olmi[8], Quel tipo di donna, Olympia, Il paese dei campanelli, Due notti con Cleopatra[9], Attila, La chiave
- Jane Russell in Una giovane vedova, Gli uomini sposano le brune, Gli implacabili, Femmina ribelle, L'avventuriero di Macao, Il suo tipo di donna, La città del piacere, Il tesoro sommerso, La linea francese, Il figlio di viso pallido, Orgoglio di razza, La donna venduta

- Joan Crawford in So che mi ucciderai, Johnny Guitar, Foglie d'autunno, Donne in cerca d'amore, Ape regina, La storia di Esther Costello, Che fine ha fatto Baby Jane?, Gli occhi degli altri, 5 corpi senza testa, Donne inquiete, Il cerchio di sangue
- Ginger Rogers in Gioventù ribelle, L'uomo dei miei sogni, La sposa illegittima, Al tuo ritorno, Fuggiamo insieme, Grand hotel Astoria, Eravamo tanto felici, Le donne hanno sempre ragione, Vita di una commessa viaggiatrice, Le schiave della città, La ragazza della 5ª strada
- Eleonora Rossi Drago in Persiane chiuse, Verginità, Sensualità, La fiammata, Donne sole, Il prezzo della gloria, Agli ordini del re, Un maledetto imbroglio[10], Dagli Appennini alle Ande, David e Golia, Rosmunda e Alboino

- Joan Bennett in Il padre della sposa, Papà diventa nonno, Non siamo angeli, Dietro la porta chiusa, Desiderio nella polvere, Passione selvaggia, La maschera di ferro, La donna della spiaggia, Il richiamo del nord, FBI operazione Las Vegas
- Claudette Colbert in Quattro persone spaventate, Mia moglie si sposa, ...e la vita continua, Abbandonata in viaggio di nozze, Vento caldo, Io e l'uovo, La febbre del petrolio, La signora di mezzanotte[3], La campana del convento, I dominatori di Fort Ralston
- Deborah Kerr in Il viaggio, Adorabile infedele, Un amore splendido, Anche gli eroi piangono, L'erba del vicino è sempre più verde, La fine dell'avventura, I nomadi, I trafficanti, Suspense, Il giardino di gesso
- Silvana Pampanini in Marechiaro[11], Lo sparviero del Nilo, La bisarca, 47 morto che parla, Il matrimonio, L'inafferrabile 12, Io sono il Capataz, Noi cannibali, Biancaneve e i sette ladri, L'incantevole nemica

Lydia Simoneschi incontra Märta Torén, una delle tante attrici da lei abitualmente doppiate (1952)

- Märta Torén in La vena d'oro, Spada nel deserto, Il sottomarino fantasma, Appuntamento con la morte, Il deportato, L'ombra, Tormento d'amore, Illusione, Destinazione Budapest, K2 - Operazione controspionaggio

- Olivia de Havilland ne La fossa dei serpenti, Lo specchio scuro, La principessa di Mendoza, Nessuno resta solo, A ciascuno il suo destino, In questa nostra vita, L'ereditiera, Mia cugina Rachele, Un giorno di terrore
- Silvana Mangano in Il lupo della Sila, Riso amaro[11], Il brigante Musolino, Anna[11], Ulisse[12], Mambo, Uomini e lupi, La diga sul Pacifico, La tempesta

- Michèle Morgan in Fabiola, Il giuramento dei forzati, Idolo infranto, Grandi manovre, Racconti d'estate, Vacanze d'inverno, Margherita della notte, L'ora della verità
- Lilli Palmer in Felicità proibita, Anima e corpo, Il piacere della sua compagnia, Tra moglie e marito, Ma non per me, Il falso traditore, Finché dura la tempesta, Matrimonio alla francese
- Jean Peters in Viva Zapata!, Assassinio premeditato, La lancia che uccide, Mano pericolosa, Niagara, Prigionieri della palude, Tre soldi nella fontana, La regina dei pirati
- Gail Russell in I moschettieri dell'aria, El Paso, La notte ha mille occhi, La casa sulla scogliera, Calcutta, Il vestito strappato, Inferno nel deserto, Rivista di stelle
- Rosalind Russell in Avventura a Bombay, Chi dice donna..., Donne, Nessuna pietà per i mariti, Picnic, La signora mia zia, La donna che inventò lo strip-tease, Guai con gli angeli
- Jane Wyman in È arrivato lo sposo, Secondo amore, Paura in palcoscenico[3], Il segreto di Pollyanna, Magnifica ossessione, Giorni perduti, Ancora e sempre, Lucy Gallant

- Deanna Durbin in Brivido d'amore, La commedia è finita, Le conseguenze di un bacio, Scritto sul vento, Tua per sempre, California, Vacanze di Natale
- Mariella Lotti in Silenzio, si gira!, Mater dolorosa, La Gorgona, Le avventure di Pinocchio, Il cavaliere del sogno, Fumeria d'oppio, Processo alla città[13]
- Myrna Loy in Dalla terrazza, La figlia dell'ambasciatore, Merletto di mezzanotte, Non desiderare la donna d'altri, I migliori anni della nostra vita[3], Sento che mi sta succedendo qualcosa, Minuzzolo
- Dorothy McGuire in La legge del Signore, Perfido invito, L'imputato deve morire, L'imprendibile signor 880, La fossa dei dannati, Il molto onorevole Mr. Pennypacker, Una sposa insoddisfatta
- Elli Parvo in La donna perduta, Desiderio, Un americano in vacanza, L'arte di arrangiarsi, L'amante di Paride, La Venere di Cheronea, È più facile che un cammello...
- Yvonne Sanson in Wanda, la peccatrice, Stella dell'India, La moglie è uguale per tutti, L'angelo bianco[14], Il prigioniero della montagna[15], Lo smemorato di Collegno, Il conformista
- Milly Vitale in La sepolta viva, Il caimano del Piave, Il tenente Giorgio, La pattuglia dell'Amba Alagi, Un giglio infranto, Porta un bacione a Firenze, Cuori sul mare, Gangsters '70

- Lauren Bacall in Come sposare un milionario, La tela del ragno, Il mondo è delle donne, Come le foglie al vento, La donna del destino, Dono d'amore
- Anne Baxter in I cinque segreti del deserto, I dieci comandamenti, La giostra umana, I pionieri dell'Alaska, Casa da gioco, I violenti
- Paulette Goddard in Giubbe rosse, Vento selvaggio[3], Il grande dittatore, Azzardo, Sorelle in armi, Gli invincibili
- Rita Hayworth in Tavole separate, Pal Joey, Inchiesta in prima pagina, Cordura, Fuoco nella stiva, La trappola mortale
- Lila Kedrova in Zorba il greco, Ciclone sulla Giamaica, Il sipario strappato, Lettera al Kremlino, Alla mia cara mamma nel giorno del suo compleanno, Le orme
- Ruth Roman in Squadra investigativa, Terra lontana[3], Il fondo della bottiglia, L'alba del gran giorno, Vittoria amara, Strani amori
- Ann Sheridan in Nervi d'acciaio, Hanno fatto di me un criminale, Sesso debole?, Una famiglia sottosopra, Il buon samaritano, I ribelli dell'Honduras

- Julie Adams in I misteri di Hollywood, L'avventuriero della Luisiana, Vittoria sulle tenebre, Là dove scende il fiume[3], Le ali del falco
- May Britt in Le infedeli, Cavalleria rusticana, Vergine moderna, L'ultimo amante, L'angelo azzurro
- Valentina Cortese in Soltanto un bacio, Il Passatore, I corsari della strada, Ho paura di lui, La contessa scalza
- Elsa De Giorgi in Capitan Fracassa, Fra Diavolo, Il fornaretto di Venezia, Due milioni per un sorriso, Montevergine
- Edith Evans in La storia di una monaca, Tom Jones, I giovani arrabbiati, La più bella storia di Dickens, La scarpetta e la rosa
- Ava Gardner in Corruzione, Pandora, La maja desnuda, La sposa bella, Sette giorni a maggio
- Nadia Gray in Inganno, I cinque dell'Adamello, Pietà per chi cade, Casa Ricordi, Casta Diva
- Betty Hutton in L'uomo che vorrei, Anna prendi il fucile, Ho sposato un demonio, Il più grande spettacolo del mondo, Signorine, non guardate i marinai
- Gina Lollobrigida in Cuori senza frontiere, La città si difende, Alina, Amor non ho... però... però, La romana[16]
- Franca Marzi in Io, Amleto, Fermi tutti... arrivo io!, Canzoni a due voci, Rivalità, Vendetta... sarda
- María Mercader in Il segreto inviolabile, Musica proibita, Finalmente soli, Il treno crociato, Cuore
- Isa Miranda in Nina Petrovna, Prima del diluvio, Il dio chiamato Dorian, Roy Colt & Winchester Jack, Il portiere di notte
- Eleanor Parker in Pietà per i giusti, C'è sempre un domani, La castellana bianca, Rodolfo Valentino, Panic Button... Operazione fisco!
- Simone Signoret in Casco d'oro, Teresa Raquin, Parigi brucia?, Assassinio al terzo piano, La mia legge
- Loretta Young in La casa dei Rothschild, I crociati, Un matrimonio ideale, Mi svegliai signora, Paula

- Clara Calamai in Luce nelle tenebre, Il tiranno di Padova, Amanti senza amore, Vespro siciliano
- Carla Calò in La furia dei barbari, Il trionfo di Maciste, Giulio Cesare, il conquistatore delle Gallie, Gli uomini dal passo pesante
- Eva Dahlbeck in Donne in attesa, Una lezione d'amore, Sorrisi di una notte d'estate, Alle soglie della vita
- Denise Darcel in Nebbia sulla Manica, Vera Cruz, Donne verso l'ignoto, Avvocato di me stesso
- Danielle Darrieux in Alessandro il Grande, Il vizio e la notte, Occupati d'Amelia, Port Arthur
- Marlene Dietrich in Il giro del mondo in ottanta giorni, Partita d'azzardo[3], Il viaggio indimenticabile, Vincitori e vinti
- Rhonda Fleming in L'assassino è perduto, Yankee Pascià, Inferno, La frusta dell'amazzone
- Coleen Gray in Il bacio della morte, Mentre la città dorme, La fiera delle illusioni, La rivolta degli Apaches
- Katharine Hepburn in Tempo d'estate, Il mago della pioggia, Maria di Scozia, Palcoscenico
- Angela Lansbury in Jean Harlow, la donna che non sapeva amare, Le avventure e gli amori di Moll Flanders, Va' e uccidi, Pomi d'ottone e manici di scopa
- Vivien Leigh in Via col vento, Un tram che si chiama Desiderio, La primavera romana della signora Stone, Patrizia e il dittatore
- Antonella Lualdi in Perdonami!, Non c'è amore più grande, Gli innamorati, Altair
- Ida Lupino in Fuori dalla nebbia, I quattro rivali[3], L'ora del delitto, Quando la città dorme
- Gaby Morlay in Prima comunione, Giuseppe Verdi, I peccatori guardano il cielo, Papà, mammà, la cameriera ed io...
- Nancy Olson in Assedio d'amore, Viale del tramonto, L'ultima preda, Squali d'acciaio
- Lea Padovani in L'innocente Casimiro, I figli non si vendono, Atto di accusa, Fascicolo nero
- Flora Robson in Assassinio al galoppatoio, Il magnifico irlandese, Missione in Manciuria, La grande scrofa nera
- Mona Washbourne ne Il collezionista, My Fair Lady, Identikit, Il giardino della felicità
- Elena Zareschi in Gelosia, Teseo contro il minotauro, Col ferro e col fuoco, La lunga ombra del lupo

- Dawn Addams in Londra chiama Polo Nord, Il diabolico dottor Mabuse, Il mostro di Londra
- Chelo Alonso in Il terrore dei barbari, Maciste nella Valle dei Re, Maciste nella terra dei ciclopi
- Lída Baarová in Il cappello da prete, La fornarina, Ti conosco, mascherina!
- Annette Bach in Labbra serrate, Il mercante di schiave, Amanti in fuga
- Lucille Ball in Accidenti che ragazza!, Dedizione, Segretaria tutto fare
- Paola Barbara in I due violenti, I quattro inesorabili, Killer adios
- Lilla Brignone in Fantasmi a Roma, Rocambole, Coriolano, eroe senza patria
- Madeleine Carroll in I Lloyds di Londra, L'oro della Cina[17], Marco il ribelle
- Arlene Dahl in La legione del Sahara, I fucilieri del Bengala, Veneri rosse
- Doris Duranti in Il voto, Tragico ritorno, La muta di Portici
- Anita Ekberg in Guerra e pace, Hollywood o morte!, Nel segno di Roma
- Alice Faye in L'incendio di Chicago, I ribelli del porto, La rosa di Washington
- María Félix in Incantesimo tragico (Oliva), Messalina, French Cancan
- Luisa Ferida in Fedora, Fari nella nebbia, La locandiera
- Betty Field in L'uomo di Alcatraz, Venere in visone, L'uomo dalla cravatta di cuoio
- Lillian Gish in La morte corre sul fiume, Gli inesorabili, I ragazzi di Camp Siddons
- Betty Grable in La fidanzata di tutti, L'indiavolata pistolera, Seguendo la flotta
- Dorian Gray in Guaglione, Domenica è sempre domenica, Psicanalista per signora
- Carola Höhn in Solitudine, Beatrice Cenci, Tre ragazze viennesi
- Miriam Hopkins in Il grande amore, Io la difendo, La caccia
- Margherita Horowitz in 7 pistole per i MacGregor, 7 donne per i MacGregor, Il profumo della signora in nero
- Silvana Jachino in Il ladro, L'ebbrezza del cielo, Senza una donna
- Katy Jurado in Il bruto, Barabba, I due volti della vendetta
- Abbe Lane in L'americano, Totò, Vittorio e la dottoressa, Marinai, donne e guai
- Jacqueline Laurent in Addio, amore!, L'abito nero da sposa, Le vie del peccato
- Anna Lee in Anche i boia muoiono, Il kimono scarlatto, La mia terra
- Belinda Lee in La lunga notte del '43, Messalina Venere imperatrice, Delitto per procura
- Joan Leslie in Operazione Corea, L'avamposto dell'inferno, La donna che volevano linciare
- Viveca Lindfors in La donna del peccato, Nebbie sul mare, Il covo dei contrabbandieri
- Micheline Presle in L'amante pura, Il diavolo in corpo, Beatrice Cenci
- Nanda Primavera in Caccia al marito, Il medico della mutua, Il prof. dott. Guido Tersilli primario della clinica Villa Celeste convenzionata con le mutue
- Donna Reed in Ultimatum a Chicago, La vita è meravigliosa, Codice d'onore
- Viviane Romance in Carmen, I sette peccati capitali, Colpo grosso al casinò
- Margaret Rutherford in Mani sulla luna, La contessa di Hong Kong, Falstaff
- Nadine Sanders in Totò contro Maciste, I giganti della Tessaglia (Gli Argonauti), La vendetta di Ursus
- Reta Shaw in Mary Poppins, Incredibile viaggio verso l'ignoto, Quello strano sentimento
- Linda Sini in Totò, Peppino e la... malafemmina, L'uomo che ride, C'è Sartana... vendi la pistola e comprati la bara!
- Alexis Smith in Bandiera di combattimento, Giacomo il bello, La tentazione del signor Smith
- Maureen Stapleton in Uno sguardo dal ponte, Appartamento al Plaza, Ciao, ciao Birdie
- Margaret Sullavan in Solo una notte, E adesso, pover'uomo?, Non siate tristi per me
- Claire Trevor in Sono colpevole, Vertigine, Schiavo della furia

### Animazione
- Fata Azzurra in Pinocchio
- Madre di Bambi in Bambi[3]
- Fata Flora ne La bella addormentata nel bosco
- Cameriera Nilla ne La carica dei cento e uno
- Madre di Golia in Golia, piccolo elefante
- Maga Magò ne La spada nella roccia
- Esmeralda in West and Soda
- Fata Smemorina in Cenerentola[28]
- Guendalina Hathi ne Il libro della giungla
- Happy Betty in Vip - Mio fratello superuomo
- Lady Cocca in Robin Hood
- Oca ne La meravigliosa, stupenda storia di Carlotta e del porcellino Wilbur
- Funambola in Il nano e la strega

## Filmografia

Lydia Simoneschi e Vittorio De Sica nel film Il moralista di Giorgio Bianchi (1959)

- La vecchia signora, regia di Amleto Palermi (1932)
- Pergolesi, regia di Guido Brignone (1932)
- Non c'è bisogno di denaro, regia di Amleto Palermi (1933)
- Arma bianca, regia di Ferdinando Maria Poggioli (1936)
- Gli zitelloni, regia di Giorgio Bianchi (1958)
- Il moralista, regia di Giorgio Bianchi (1959)

## Prosa radiofonica Rai
- Vita in due di André Maurois, scene di vita coniugale, con Lydia Simoneschi e Giulio Panicali, regia di Nino Meloni (1951)
- Vento d'agosto, commedia di Enrico Bassano e Dario Martini, regia di Umberto Benedetto, trasmessa il 6 giugno 1959.